# Émile Kolb
Émile Kolb (Differdange, 3 giugno 1902 – Parigi, 1º settembre 1967) è stato un calciatore lussemburghese, di ruolo difensore.

## Carriera
Ha partecipato alle Olimpiadi del 1924 e del 1928.